# Port lotniczy Majfaa
Port lotniczy Majfaa – krajowy port lotniczy położony w mieście Majfaa, w Jemenie.